# Mary Louise Pratt
Mary Louise Pratt (1948) é uma crítica literária e linguista estadunidense, professora de língua espanhola e língua portuguesa da Universidade de Nova Iorque. Em suas pesquisas mais recentes, Pratt debate o conceito de zona de contato, definido como os espaços sociais onde as culturas se encontram, se chocam e se enfrentam, geralmente em relações de poder altamente assimétricas, como o colonialismo e a escravidão. A partir dessa noção, discute-se também as noções de comunidade imaginada e comunidade linguística, relevantes para os estudos de sociolinguística, pragmática e ideologias linguísticas.
Pratt é bacharela em Literatura e Línguas Modernas pela Universidade de Toronto (1970), mestra em Linguística pela Universidade de Illinois (1971) e Ph.D. em Literatura Comparada pela Universidade de Stanford (1975).

## Obras
- Toward a Speech Act Theory of Literary Discourse. Bloomington: Indiana University Press. 1977. ISBN 0-253-37006-X. LCCN 76026424
- Mary Louise Pratt (1991). «Arts of the Contact Zone». New York: Modern Language Association. Profession. 91: 33–40. JSTOR 25595469
- Petrosky, Anthony (1999).  David Bartholomae and Anthony Petrosky, ed. Ways of Reading 5th ed. New York: Bedford/St. Martin’s. ISBN 978-0-312-45413-5. An anthology including Arts of the Contact Zone
- Imperial Eyes: Travel Writing and Transculturation. London: Routledge. 1992. ISBN 0-415-02675-X. LCCN 91021435
- Mary Louis Pratt and Kathleen Newman, ed. (1999). Critical Passions: Selected Essays. Durham, NC: Duke University Press. ISBN 0-8223-2248-X. LCCN 98020723
- Mary Louise Pratt (2000). «Des-escribir a Pinochet». In:  Lagos, María Inés. Creación y resistencia: la narrativa de Diamela Eltit, 1983-1998 (em espanhol). Providencia, Santiago: Universidad de Chile, Facultad de Filosofía y Humanidades, Centro de Estudios de Género y Cultura en América Latina (CEGECAL) : Editorial Cuarto Propio. OCLC 48269348